# Periscyphis pulcher
Periscyphis pulcher är en kräftdjursart som beskrevs av Gustav Budde-Lund 1898. Periscyphis pulcher ingår i släktet Periscyphis och familjen Eubelidae. Inga underarter finns listade i Catalogue of Life.